# Distrito de Wieruszów
El distrito de Wieruszów (en polaco, powiat wieruszowski) es un distrito del voivodato de Łódź (Polonia). Tiene una población estimada, a fines de 2021, de 41 671 habitantes.
Fue constituido el 1 de enero de 1999 como resultado de la reforma del gobierno local de Polonia aprobada el año anterior. Limita con otros siete distritos: al norte con Ostrzeszów, al este con Sieradz y Wieluń, al sur con Olésnica y Kluczbork, y al oeste con Kępno.
Está dividido en siete municipios: dos urbano-rurales (Wieruszów y Lututów) y cinco rurales (Bolesławiec, Czastary, Galewice, Łubnice y Sokolniki).